# Netverklaring
In Nederland verschaft de Netverklaring spoorwegondernemingen en andere gerechtigden alle noodzakelijke informatie voor de toegang tot en het gebruik van de spoorweginfrastructuur. Daartoe behoort informatie over de spoorweginfrastructuur, over de capaciteitsverdelingsprocedures en over de gebruiksvergoedingen. Daarbij geeft de Netverklaring een omschrijving van de diensten die de beheerder van de infrastructuur aanbiedt. De wettelijke status van de netverklaring is in de Spoorwegwet, artikel 58, en in richtlijn 2012/34/EG, artikel 27 vastgelegd.